# Bitsok
Bitsok est une localité du Cameroun, située dans l'arrondissement d'Akonolinga, le département du Nyong-et-Mfoumou et la région du Centre.

## Population
En 1961, Bitsok comptait 258 habitants, principalement des Mvog Nyengue. Lors du recensement de 2005, on y a dénombré 251 personnes.